# Indice di massa corporea

Grafico per l'indice di massa corporea

L'indice di massa corporea (abbreviato IMC, noto anche come BMI, dall'inglese body mass index) è un dato biometrico, espresso come rapporto tra peso e quadrato dell'altezza di un individuo ed è utilizzato come un indicatore dello stato di peso forma.

## Storia
Adolphe Quetelet, matematico e statistico belga, nei suoi studi sui dati antropometrici della crescita umana concluse che "il peso cresce con il quadrato dell'altezza", descrivendo nel 1832 il rapporto tra le due misure: l'indice Quetelet. Oltre un secolo dopo l'indice Quetelet è stato utilizzato negli studi sull'obesità . Il nome indice di massa corporea è stato introdotto dal fisiologo Ancel Keys nel 1972.

## Descrizione
Questo indice è di frequente utilizzato in maniera grossolana, in quanto non integrato da un fattore basilare come il sesso e da caratteristiche morfologiche di base quali larghezza delle spalle, larghezza ossea del bacino, circonferenza cranica, rapporto tra lunghezza delle gambe e lunghezza del tronco, corporatura di tipo tendenzialmente muscoloso o flaccido e altri fattori. È inoltre fondamentale considerare la percentuale di massa grassa e massa magra del soggetto. Ad esempio, un paziente di 90 kg e 175 cm di altezza può essere normopeso, se ha una percentuale di massa magra (muscolare) maggiore della percentuale di massa grassa.
Operativamente l'indice di massa corporea si calcola come il rapporto tra la massa-peso, espressa in chilogrammi, e il quadrato dell'altezza, espressa in metri.
Esempio 1: altezza 1,70 m; massa 62 kg: {\displaystyle {\mbox{IMC}}={\frac {\text{massa}}{({\text{altezza}})^{2}}}={\frac {62}{(1,7)^{2}}}={\frac {62}{2,89}}=21,5\ {\text{(peso regolare)}}}
L'indice di massa corporea consigliato dipende da età e sesso, nonché da fattori genetici, alimentazione, condizioni di vita, condizioni sanitarie e altre.
L'Organizzazione mondiale della sanità (OMS) e la medicina nutrizionale usano delle tabelle come la seguente per definire termini come "magrezza" fino a "obesità". Si ritiene che questa indicazione sia un importante indicatore per la mortalità (fattore di rischio).
| Situazione peso                    | Min    | Max    |
| ---------------------------------- | ------ | ------ |
| Obesità di III classe (gravissima) | >40,00 |        |
| Obesità di II classe (grave)       | 35,01  | 40,00  |
| Obesità di I classe (moderata)     | 30,01  | 35,00  |
| Sovrappeso                         | 25,01  | 30,00  |
| Regolare                           | 18,51  | 25,00  |
| Leggermente sottopeso              | 17,51  | 18,50  |
| Sottopeso                          | 16,01  | 17,50  |
| Grave magrezza (inedia)            |        | <16,01 |

Alcune organizzazioni diverse dalla OMS hanno introdotto altre suddivisioni, come quella del Super obeso (IMC >50) o Super super obeso (IMC >60).

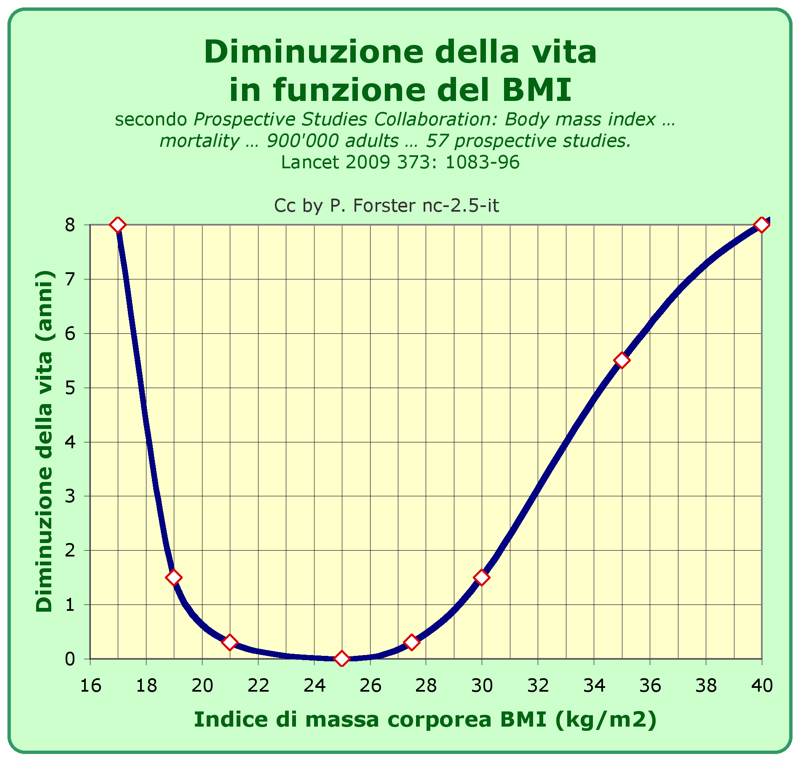
Indice di massa corporea e mortalità: secondo Lancet 2009 373: 1083-96

Molto più importante della percentuale di massa grassa è la distribuzione dell'adipe nel corpo. Una serie di studi ha mostrato che il grasso viscerale, misurato dalla circonferenza addominale, determina il maggiore rischio di eventi cardiovascolari acuti. Avere un IMC normale e alta obesità addominale è risultato essere più pericoloso che avere un IMC totale da obesi. L'IMC è quindi un indice parziale che dovrebbe essere integrato o che può essere sostituito dal parametro della circonferenza addominale.
Secondo uno studio presentato il 27 agosto 2012 al congresso della Società europea di cardiologia condotto su 12 785 pazienti per un periodo di 14 anni, gli individui di peso normale con obesità addominale hanno una probabilità di morte maggiore del 50% rispetto a quelli con un normale indice di massa corporea e un normale rapporto girovita/fianchi. Simili risultati tramite lo studio IDEA, condotto da 6 407 medici di 63 nazioni su 177 345 pazienti di età compresa tra i 18 e gli 80 anni; lo studio INTERHEART, su 30 000 pazienti in unità di terapia intensiva in 52 Paesi; lo studio Kuopio Ischemic Heart Desease (KHID) Risk Factory Study, in Finlandia.